# Ion Tudor Iovian
Ion Tudor Iovian (pseudonimul lui Ioan Ivan, n. 1 ianuarie 1952, Valea lui Ion, Valea lui Ion, Bacău) este un poet român. Din 1990 este membru al Uniunii Scriitorilor din România - USR, filiala Bacău.

## BIOGRAFIE
1. La 1 ianuarie 1952, în Valea lui Ion, județul Bacău, se naște Ioan Ivan (Ion Tudor Iovian), cel de-al treilea din cei șase copii ai lui Gheorghe și Ruxandra Ivan;
2. În 1959, iarna, se mută cu familia în orașul Buhuși, unde părinții au cumpărat un teren pe care au ridicat o casă;
3. Urmează cursurile gimnaziale și liceale în Buhuși. Un trimestru va fi elev al Liceului George Bacovia din Bacău;
4. Primele încercări literare apar prin clasa a patra, după moartea, la 39 de ani, a tatălui său (1963). Ocolind bibliografia școlară oficială, își face lecturi fundamentale; este redactor al revistei liceului, Floare albastră, în paginile căreia publică poezii, recenzii, cronici, grafică;
5. Debutează revuistic cu un grupaj de poeme în revista Ateneu;
6. Câteva poeme, traduse în limba franceză, apar în Le journal de poètes roumains, revista lui Michel Steriadi din Belgia;
7. In 1972 devine student la Facultatea de Limba și Literatura Română, Limba și Literatura Italiană, Universitatea București;
8. Participă la ședințele grupării NOII, apoi, cu intermitențe, la ședințele cenaclului Junimea;
9. Ii apare un grupaj de poeme, la propunerea criticului Nicolae Manolescu, în România literară, în 1974; continuă să publice poeme în revistele Ateneu, Amfiteatru, Luceafărul, Cronica, Familia, România literară și altele;
10. In 1976 își încheie studiile universitare; e repartizat prin dispoziție guvernamentală la Biblioteca Județeană Bacău; este, în mai multe rânduri, anchetat de securitate pentru opinii și atitudini publice considerate dușmănoase. Din această cauză, o vreme, e șomer cu studii universitare; viața lui devine un calvar; găsește cu mare greutate un post de profesor de defectologie la Școala Specială de Deficienți Psihici Recuperabili din Bacău; publică din ce în ce mai rar;
11. În România literară, în 1982, apare lista câștigătorilor concursului pentru debut în poezie organizat de Editura Junimea din Iași; între câștigători este și Ioan Ivan; din întreg volumul nu apare decât o plachetă, Să aruncăm în aer tristețea, de 16 pagini, în caseta Zece Poeți. Un an mai tărziu se căsătorește;
12. Apare, cu specificația Debut, volumul de versuri Pădurea de pini, la Editura Cartea Românească, într-un tiraj de 1000 exemplare, sub pseudonimul Ion Tudor Iovian; nașul literar este poetul Mircea Ciobanu; cartea a primit Premiul pentru Debut al Editurii Cartea Românească, Premiul S.L.A.S.T. pentru Debut; Premiul  pentru Debut, al  CC al UTC;
13. La Editura Cartea Românească vede lumina tiparului, în 1987, volumul de poezii Presiunea luminii, într-un tiraj de 1000 de exemplare; volumul primește Premiul Vasile Alecsandri al revistei Ateneu; au scris despre Presiunea luminii: Nicolae Manolescu, Ion Holban, Mihai Coman, Al. Călinescu, Gabriel Rusu și alții;
14. Primește BT în 1989, la Editura Cartea Romanească, un nou volum de poeme; din pricina evenimentelor din noiembrie-decembrie, apariția noii cărți este suspendată;
15. In 1990 devine membru al Uniunii Scriitorilor din România;
16. In 1994 este membru al Asociației Scriitorilor Profesioniști din România;
17. In 1995 este membru fondator și redactor al revistelor Zburătorul, 13 Plus, Plumb, Meridian 27;
18. Editura Plumb îi publică în 1996 volumul de versuri După-amiază cu scaun gol precedat de studiul Anatomia infernului și autonomia imaginarului poetic, de Gheorghe Iorga; au scris despre volum: Al. Cistelecan, Iulian Boldea, Vasile Spiridon, Theodor Codreanu și alții;
19. In revista Vatra e amplu prezentat împreună cu Gheorghe Isbășescu în rubricile: Față în față și Transfocator;
20. In revista Litere, Arte, Idei, apar fragmente din volumul Arghezi sau Drăcia sa Necuratul;
21. La Editura Axa din Botoșani apare, în 1999, în Colecția La Steaua - Poeți Optzeciști, volumul de versuri Șoricelul Kafka pe foaia de hârtie (mica vicioasă poezia); scriu despre carte: Vasile Spiridon, Vlad Sorianu, Gabriel Rusu, Nicolae Prelipceanu, Mircea A. Diaconu și alții;
22. Peste doi ani Editura Plumb îi publică volumul antologic Pagini alese. Doar o înfiorare între cuvinte în Colecția Scriitori Contemporani, precedat de studiul introductiv Viciul fast al poeziei de Vlad Sorianu. Scriu studii despre poezia lui Ion Tudor Iovian Marian Dopcea, Mircea Dinutz, Vlad Sorianu ș. a.;
23. E prezent în dicționarul Scriitori români din anii ’80-’90. Dicționar bio-bibliografic. Volumul II. G-O., coordonat de Ion Bogdan Lefter;
24. In revista Cartea, nr. 1(11) din 2002, apar un interviu cu Ion Tudor Iovian, studii, cronici, recenzii, fotografii despre opera și viața poetului; numărul e comentat în România literară;
25. Este ales membru în Comitetul Director al Filialei Bacău a Uniunii Scriitorilor din România;
26. La Editura Plumb în 2003, apare cartea Gherla imaginarului arghezian. Eseu despre pamfletul arghezian. Scriu despre carte: Vasile Spiridon, Iacob Florea, Vlad Sorianu, Mircea Dinutz, Liviu Grăsoiu, Petre Isachi ș.a. Cartea e comentată de Dan C. Mihăilescu în emisiunea Omul care aduce cartea – PRO TV; volumul primește Premiul Uniunii Scriitorilor din România, Filiala Bacău, pentru Eseu;
27. Peste un an, în 2004, Editura Casa Scriitorilor editează volumul Baby-secol. Elegii, după victorie, la tobă, cinele și corn englez; cu prefața La colț, la generație, la Iovian semnată de Marian Dopcea; cartea e comentată de Ion Bogdan Lefter în emisiunea Cartea la TVR Cultural; apar cronici, recenzii în Ateneu, România literară, ș.a.;
28. Este membru fondator și o vreme redactor al publicației Viața băcăuană;
29. Pentru cartea Baby-secol. Elegii, după victorie, la tobă, cinele și corn englez primește, în 2005, Premiul pentru Poezie al Uniunii Scriitorilor din România, Filiala Bacău;
30. Marian Popa îi analizează poemele în Istoria literaturii române de azi pe mâine, (2009) iar Vasile Spiridon în studiul Viciul asumat din volumul Apărarea și ilustrarea poeziei;
31. In 2012 apare la Editura Tipo Moldova din Iași, antologia Îți voi injecta poezie în sânge, în Colecția Opera Omnia;
32. Dan C. Mihăilescu îi prezintă creația în studiul Optzecismul în „Opera omnia”, apărut în Dilema veche;
33. Adrian Jicu publică studiul Împăratul Iovian și malaxorul poeziei optzeciste, în Ateneu;
34. In Convorbiri Literare, Mircea Dinutz îi analizează opera în studiul Poezia exasperării sau blestemul lucidității;
35. Spre sfârșitul anului apare la Editura Junimea din Iași, volumul de poezii Vedere de pe pod în infranegru. Poezii gris-piper sau Și va veni Apocalipsa textului. Cartea va fi lansată pe 15 ianuarie de Ziua Culturii Naționale la Centrul internațional de cultură George Apostu din Bacău;
36. Societatea de Științe Filologice din România, Filiala Alexandru Piru îi conferă Diploma de excelență pentru aportul său la cultivarea limbii și literaturii române;
37. Este invitat la Gala Poeziei Române Contemporane. Lista lui Manolescu, desfășurată la Sala Marii Uniri din Alba Iulia;
38. Este invitat, în 2014, la Festivalul de literatură București – Chișinău – Orheiul Vechi organizat de Uniunea Scriitorilor din România, Institutul Cultural Român, Filiala Chișinău a USR, Uniunea Scriitorilor din Moldova;
39. Participă ca invitat la Festivalul internațional „Poezia la Iași”, ediția I; i se conferă titlul de Poet al Iașului;
40. Revista Ateneu îi acordă Premiul George Bacovia pentru poezie, pentru cartea Vedere de pe pod în infranegru. Poezii gris-piper sau Și va veni Apocalipsa textului;
41. Criticul și istoricul literar Grigore Codrescu publică, în 2015, micromonografia literară Lucidul anxios și retractil Ion Tudor Iovian;
42. Din 2016 participă la trei ediții ale Turnirului de Poezie – organizate de Uniunea Scriitorilor din România: la Neptun (când este unul dintre cei trei finaliști), la Colibița, Bistrița Năsăud, în 2017 (unde câștigă “Cununa de lauri de la Colibița” împreună cu echipa) și la Alexandroupolis, Grecia, în 2018;
43. Este pe lista nominalizaților pentru Premiul Național George Bacovia la BAC-FEST 2018, împreună cu Emil Brumaru, Ion Tudor Iovian, Nora Iuga, Ileana Mălăncioiu, Ion Mureșan, Ioan Es. Pop;
44. Pe 20 decembrie 2018, iese de sub tipar prima ediție a volumului de poeme și omul n-a mai scos niciun cuvânt, la Editura Bibliotecii C. Sturdza din Bacău. Lansarea cărții are loc în 2019, de Ziua Culturii Naționale;
45. La Editura Tipo Moldova din Iași apare o ediție revăzută și adăugită a cărții și omul n-a mai scos niciun cuvânt. Scriu despre carte: Daniel Cristea Enache, Vasile Spiridon, Ștefan Ioan Ghilimescu, Adrian Jicu, Marius Manta, Remus Giorgioni, Constantin Trandafir, Valeria Manta Tăicuțu, Diana Blaga, Dan Stanca, Constantin Dram etc.

## CĂRȚI DE POEZIE
1. Să aruncăm în aer tristețea, Editura Junimea, Iași, 1982;
2. Pădurea de pini, Editura Cartea Românească 1983; Premiul pentru debut al Editurii Cartea Românească; Premiul pentru debut al CC al UTC;
3. Presiunea luminii, Editura Cartea Românească, 1987; premiul Vasile Alecsandri al revistei Ateneu;
4. După amiază cu scaun gol, Editura Plumb, Bacău, 1996;
5. Șoricelul Kafka pe foaia de hârtie (mica vicioasă poezia), Editura Axa, Botoșani, 1999;
6. Pagini alese. Doar o înfiorare între cuvinte, Editura Plumb, Bacău, 2001;
7. Gherla imaginarului arghezian (eseu), Editura Plumb, Bacău, 2003; Premiul pentru eseu al Uniunii Scriitorilor din România, Filiala Bacău;
8. Baby-secol.. Elegii, după victorie, la tobe, cinele și corn englez, Editura Casa Scriitorilor, Bacău, 2004; Premiul pentru poezie al Uniunii Scriitorilor din România, Filiala Bacău;
9. Îți voi injecta poezie în sânge, Antologie, Editura Tipo Moldova, Colectia Opera Omnia, Iași, 2011;
10. Vedere de pe pod în infranegru. Poezii gris-piper sau Și va veni Apocalipsa textului, Editura Junimea , Iași, 2012;
11. și omul n-a mai scos niciun cuvânt, Editura Bibliotecii “C. Sturdza” , COLECTIA EX- CENTRICA, Bacău, 2018;
12. și omul n-a mai scos niciun cuvânt, Ediție revăzută și adăugită, Editura Tipo Moldova , Colecția OPERA OMNIA. POEZIE CONTEMPORANĂ, Iași, 2019;

## ESEU
1. Gherla imaginarului arghezian. Eseu despre pamfletul arghezian. Editura Plumb, Bacau, 2003;
2. Gherla imaginarului arghezian. Eseu despre pamfletul arghezian. Ediția a II a, Editura Dacia XXI Cluj Napoca, 2011;

## ISTORIE LITERARĂ
1. Istoria ieroglifică și Țiganiada sau Tabăra țiganilor pe înțelesul tuturor, în colaborare cu Vasilica Ivan, Editura Niculescu, București, 2010;

## ANTOLOGII
1. Antologia Prozatori și Poeți, colecția Biblioteca Ateneu, 1983;
2. Antologia Sub semnul lui Bacovia. Antologie pentru « mâine și mai mâine ». Ediție îngrijită de Calistrat Costin, apărută sub egida Uniunii Scriitorilor din România, Filiala Bacău, Editura Artbook, Bacău, 2015;
3. ANTOLOGIA DE POEZIE ROMANĂ CONTEMPORANĂ. ANTHOLOGIE DE POÉSIE ROUMAINE CONTEMPORAINE. CONTEMPORARY ROMANIAN POETRY ANTHOLOGY. ANTHOLOGIE DER HEUTIGEN RUMÄNISCHEN DI c HTUNG, Vol. 1 – 2, Editura TIPO MOLDOVA, Iași, 2013-2014;
4. Antologia Biblioteca de poezie Argeș, îngrijită de Dumitru Augustin Doman 2017;
5. Antologie de autor :  Pagini alese. Doar o înfiorare între cuvinte, de Ion Tudor Iovian. Studiu introductiv Viciul fast al poeziei de Vlad Sorianu, 2001;
6. Antologie de autor : Îți voi injecta poezie în sânge, de Ion Tudor Iovian. Colecția OPERA OMNIA. POEZIE CONTEMPORANĂ, Editura TIPO MOLDOVA, Iași, 2011;
7. Viorel Savin, Despre starea autografului. Cărți cu olografe, Editura Studion, Bacău, 2001;
8. George Vulturescu, Poesis. Conturul secret al literei. Cap. Ion Tudor Iovian ”Dacă ai imaginat o frunză, ea deja a început să tremure, Editura Princeps Edit, Iași, 2009;

## ISTORII LITERARE
1. O istorie a literaturii române de Ion Rotaru, vol. 3, Editura Niculescu, București,1987;
2. O istorie a literaturii române de Ion Rotaru, vol. 5, capitolul Un baudelairian din provincie: Ion Tudor Iovian, Editura Niculescu, București, 2000;
3. Istoria literaturii române de azi pe mâine, de Marian Popa, Editura Semne, București, 2009, vol. II, pag. 159 și pag. 565, Capitolul 10: Optzeciștii.1. "Poeți în blugi și fără”;
4. Istoria critică a literaturii române, de Nicolae Manolescu, Editura Paralela 45, 2008;
5. 1500 scriitori români clasici și contemporani (2010), de Boris Crăciun, Editura "Porțile Orientului", Chișinău, 2010;
6. 1500 de scriitori români clasici și contemporani: un dicționar bibliografic esențial, Boris Crăciun, Daniela Crăciun-Costin, Editura Porțile Orientului, Iași, 2010;
7. Enciclopedia scriitorilor români contemporani de pretutindeni, (în propria lor viziune), de acad. Mihai Cimpoi si Traian Vasilcău, Chișinău, 2019;

## COLECȚII EDITORIALE
1. Colectia "La Steaua", cu volumul Șoricelul Kafka pe foaia de hârtie (mica vicioasă poezia), Editura Axa, Botoșani, 1991;
2. Colecția Scriitori Contemporani, cu volumul antologic Pagini alese. Doar o înfiorare între cuvinte, de Ion Tudor Iovian. Studiu introductiv Viciul fast al poeziei, de Vlad Sorianu, 2001;
3. Colecția OPERA OMNIA. POEZIE CONTEMPORANĂ, Editura TIPO MOLDOVA, Iași, 2011, cu volumul Îți voi injecta poezie în sânge, de Ion Tudor Iovian;
4. COLECTIA EX- CENTRICA, Nr 1. Editura Bibliotecii “C. Sturdza” Bacău, 2018, cu volumul și omul n-a mai scos niciun cuvânt, de Ion Tudor Iovian. Prefață de Adrian Jicu;
5. Colecția OPERA OMNIA. POEZIE CONTEMPORANĂ, Editura TIPO MOLDOVA, Iași, 2019, cu volumul și omul n-a mai scos niciun cuvânt, de Ion Tudor Iovian; ediție revăzută și adăugită. Prefață de Adrian Jicu și Fișă de dicționar realizată de Raluca Dună;
6. Colectia "Phoenix". Enciclopedia scriitorilor romani conteporani de pretutindeni (in propria lor viziune), de acad. Mihai Cimpoi si Traian Vasilcau , Chisinau, 2019;

## DICȚIONARE
1. Dicționarul Scriitori români din anii ’80-’90. Dicționar bio-bibliografic. Volumul II. G-O., coordonat de Ion Bogdan Lefter și apărut la Editura Paralela 45, în colecția Dicționarele Paralela 45; 2001;
2. DICTIONARUL GENERAL AL LITERATURII ROMANE. DGLR, Vol. 4, H - L, pg. 372 - 373, Ed a 2-a revizuită, adăugită și adusă la zi. București: Editura Muzeul Literaturii române, 2017;cu Fișă de dictionar realizată de Raluca Dună;
3. Dicționarul Scriitori băcăuani, de Eugen Budău, Bacău, I- 2000, II -2001;
4. Enciclopedia scriitorilor romani conteporani de pretutindeni (in propria lor viziune), de acad. Mihai Cimpoi si Traian Vasilcau. Colectia "Phoenix", Chisinau, 2019;
5. Enciclopedia Romaniei, enciclopediaromaniei.ro.wiki.

## UNIUNI DE CREAȚIE
1. Uniunea Scriitorilor din Romania, din 1990;
2. Asociatia Scriitorilor Profesionisti din Romania, din 1994;

## PREZENȚE TV, INTERVIURI
1. Cartea-Eseu Gherla imaginarului arghezian, apărută la Editura Plumb, Bacău e comentată de Dan C. Mihăilescu în emisiunea Omul care aduce cartea, la PRO TV, în 2003;
2. Cartea de poezie Baby-secol.. Elegii, după victorie, la tobe, cinele și corn englez, Editura Casa Scriitorilor, Bacău, 2004; Premiul pentru poezie al Uniunii Scriitorilor din România, Filiala Bacău, e comentată de Ion Bogdan Lefter în emisiunea Cartea la TVR Cultural, în 2004;
3. Interviu cu titlul Cât reușesc să scriu, atâta exist luat lui Ion Tudor Iovian de Viorel Savin și Ioan Enache și publicat în revista Cartea, din Bacău, anul 2, nr.1 (11), 2002;
4. Interviu cu titlul Dacă ai imaginat o frunză, ea deja a început să tremure… luat lui Ion Tudor Iovian de George Vulturescu și publicat în revista Poesis din Satu Mare, nr.1-2, ianuarie-februarie, 1998, la rubrica Confesiuni Poesis; interviul e reluat în cartea Poesis. Conturul secret al literei, de George Vulturescu, Editura Princeps Edit, Iași, 2009;
5. Interviu cu Ion Tudor Iovian realizat de Cornel Galben și publicat în volumul Convorbiri fără adiționale, Editura PIM, Iași, 2010;

## PROIECTE CULTURALE
1. Participă ca membru fondator la înființarea Asociației Culturale Renașterea din Buhuși, 1995;
2. Este inițiator și realizator al proiectului Toamnă cu Bacovia, prin implicarea Asociației Culturale Renașterea din Buhuși, a Bibliotecii Orășenești George Bacovia, a Bibliotecii Județene “C. Sturdza”, a revistelor Ateneu, Vitraliu, 13 Plus, Plumb, Meridian 27, a scriitorilor din zona Bacăului și Neamțului, de la înființare și până în prezent, la toate edițiile;
3. Participă ca membru fondator la înființarea revistei literar-culturale 13 Plus din Bacău, al cărei redactor este o vreme;
4. A făcut/face parte și în prezent din redacțiile revistelor literare Zburatorul, din Onești, Plumb din Bacău, 13 Plus din Bacău;
5. A realizat parteneriate cu revistele Vitraliu, publicație a Centrului internațional de cultură George Apostu, Bacău, 13 Plus, Plumb și cu Ziarul de Bacău , 2000;
6. E participant implicat în realizarea proiectului Uniunii Scriitorilor din România Gala Poeziei Române Contemporane. Lista lui Manolescu, desfășurată la Sala Marii Uniri din Alba Iulia, pe 10 decembrie 2013;
7. E invitat să participle la realizarea, între 19 - 21 iunie, 2014, Festivalului de literatură „București – Chișinău – Orheiul Vechi” organizat de Uniunea Scriitorilor din România, Institutul Cultural Român, Filiala Chișinău a USR, Uniunea Scriitorilor din Moldova;
8. Participă ca invitat implicat în realizarea, între 22-25 iunie, 2014, Festivalului internațional „Poezia la Iași”, ediția I; i se conferă titlul de Poet al Iașului;
9. E participant implicat în realizarea proiectului Uniunii Scriitorilor din România Turnirul de Poezie de la Neptun, intre 7-10 iulie 2016, fiind unul dintre cei trei finaliști;
10. E participant implicat în realizarea Turnirului de Poezie de la Colibița, Bistrița Năsăud, organizat de Uniunea Scriitorilor din România între 10-13 mai 2017. E câștigător împreună cu echipa al premiului “Cununa de lauri de la Colibița”;
11. E participant implicat, între 3-9 septembrie, 2018, în realizarea celei de-a opta ediții a Turnirului de Poezie, organizat la Alexandroupolis, Grecia, de Uniunea Scriitorilor din România;
12. Participă la realizarea proiectului Sporirea vizibilității publice a scriitorului, proiect editat sub egida Uniunii Scriitorilor din România de către revista Ateneu, 2017;
13. Participă la realizarea proiectului Zilelor Culturii Călinesciene, ediția a 51-a, Onești, septembrie 2019;
14. Face parte din juriul Concursului Național de proză scurtă Radu Rosetti, din Onești, între 2012-2019;

## PREMII LITERARE
1. Premiul pentru debut al Editurii Cartea Românească, pentru volumul de poezii Pădurea de pini, Editura Cartea Românească 1983;
2. Premiul pentru debut al CC al UTC, pentru volumul de poezii Pădurea de pini, Editura Cartea Românească 1983;
3. Premiul Vasile Alecsandri al revistei Ateneu, pentru volumul de poezii Presiunea luminii, Editura Cartea Românească, 1987;
4. Premiul pentru eseu al Uniunii Scriitorilor din România, Filiala Bacău, pentru volumul Gherla imaginarului arghezian. Eseu despre pamfletul arghezian. Editura Plumb, Bacău, 2003;
5. Premiul pentru poezie al Uniunii Scriitorilor din România, Filiala Bacău, pentru volumul Baby-secol.. Elegii, după victorie, la tobe, cinele și corn englez, Editura Casa Scriitorilor, Bacău, 2004;
6. Diploma de excelență pentru aportul său la cultivarea limbii și literaturii române conferit de Societatea de Științe Filologice din România, Filiala „Alexandru Piru”- Bacău, 2010;
7. Diploma de excelență pentru aportul său la cultivarea relațiilor culturale dintre România și Republica Moldova, pe 1 decembrie 2010 conferit de Asociația Culturală Pro Basarabia și Bucovina;
8. Premiul George Bacovia pentru poezie al revistei ATENEU, pentru volumul Vedere de pe pod în infranegru. Poezii gris-piper sau Și va veni Apocalipsa textului Editura Junimea, Iași, 2012;
9. Premiul pentru poezie religioasă al Uniunii Scriitorilor din România, Filiala Bacău, pentru volumul și omul n-a mai scos niciun cuvânt, Editura Bibliotecii “C. Sturdza”, COLECTIA EX- CENTRICA, Bacău, 2018;
10. Diploma de excelență pentru inițierea și realizarea proiectului Toamnă cu Bacovia, prin implicarea Asociației Culturale Renașterea din Buhuși, a Bibliotecii Orășenești George Bacovia, a Bibliotecii Județene “C. Sturdza”, a revistelor Ateneu, Vitraliu, 13 Plus, Plumb, Meridian 27 etc din Bacău, a scriitorilor din zona Bacăului și Neamțului;

## NOMINALIZĂRI LA PREMII LITERARE
1. Este unul dintre cei trei finaliști ai Turnirului  de Poezie de la Neptun, organizat de Uniunea Scriitorilor din România, în 10-13 mai 2016;
2. Câștigă împreună cu echipa Cununa de lauri de la Colibița la Turnirul de Poezie de la Colibița, Bistrița Năsăud, organizat de Uniunea Scriitorilor din România în 10-13 mai 2017;
3. Este nominalizat pentru Premiul Național George Bacovia la BAC -FEST 2018 ( continuator al Festivalului Național „George Bacovia” (inițiat în 1971), de Biblioteca Județeană „Costache Sturdza” din Bacău cu sprijinul Consiliului Județean Bacău, între 13 și 17 septembrie 2018;
4. Este nominalizat pentru Premiul Național George Bacovia și pentru Cartea de poezie la BAC -FEST 2019;

## BIBLIOGRAFIE

### REFERINȚE CRITICE ÎN VOLUME
1. Ion Rotaru, O istorie a literaturii române, vol. 3, Editura Niculescu, București,1987
2. Ion Rotaru, O istorie a literaturii române, vol. 5, capitolul Un baudelairian din provincie: Ion Tudor Iovian, Editura Niculescu, București, 2000
3. Vlad Sorianu,  Literatura noastră cea de toate zilele. Eseuri și însemnări critice, Editura Plumb, 2001,  Bacău,studiul  Intre simbolism și expresionism. Inocența pierdută, (despre poezia lui Ion Tudor Iovian)
4. Mircea Dinutz, Popasuri critice, Editura Psyhelp, Bacău, 2001 ; studiul De la Pădurea de pini la Șoricelul Kafka (despre poezia lui Ion Tudor Iovian)
5. Ioan Enache, Intâmpinări, Editura Studion, Bacău, 2002 ; studiul Ion Tudor Iovian. Tragica neliniște a suavului, ( despre poezia lui Ion Tudor Iovian)
6. Nicolae Manolescu, Istoria critică a literaturii române, Editura Paralela 45, 2008
7. Vasile Spiridon, Apărarea și ilustrarea poeziei, Editura Timpul, Iași, 2009; studiul Viciul asumat ( despre poezia lui Ion Tudor Iovian)
8. Marian Popa, Istoria literaturii române de azi pe mâine, Editura Semne, București, 2009, vol. II, pag. 159 și pag. 565, Capitolul 10: Optzeciștii.1. "Poeți în blugi și fără”,
9. Boris Crăciun,1500 scriitori români clasici și contemporani (2010), Editura "Porțile Orientului", Chișinău, 2010;
10. Boris Crăciun, Daniela Crăciun-Costin, 1500 de scriitori români clasici și contemporani: un dicționar bibliografic esențial, Editura Porțile Orientului, Iași, 2010
11. Mircea Dinutz, Cititorul de calitate, Editura Semne, București, 2020; studiul De la Pădurea de pini la Șoricelul Kafka (despre poezia lui Ion Tudor Iovian)
12. Grigore Codrescu, Lucidul anxios și retractil Ion Tudor Iovian; micromonografie literară, Editura Corgal Press, 2015
13. Theodor Codreanu, Complexul bacovian, Editura Junimea, Iași, 2002 (despre poezia lui Ion Tudor Iovian)
14. Valeria Manta Tăicuțu, Focuri profane;  eseu (referiri la Ion Tudor Iovian) , 26 octombrie 2016
15. Acad. Mihai Cimpoi si Traian Vasilcau, Enciclopedia scriitorilor romani conteporani de pretutindeni (in propria lor viziune), . Colectia "Phoenix", Chisinau, 2019;

### REFERINȚE CRITICE IN REVISTE
1. Laurențiu ULICI, Pădurea de pini în România literară, 9 februarie 1984
2. Nicolae MANOLESCU, Un tânăr poet în România literară, 11 februarie 1988
3. Constantin CĂLIN, Gruparea literară Ateneu. Ion Tudor Iovian - Pădurea de pini , în Ateneu, mai 1984
4. Ion DUNĂ, Presiunea romantismului, în I, 1984
5. Alexandru CONDEESCU, Ideograme, în Luceafărul, 11 august 1984
6. Cristian LIVESCU, Sitarul singuratic, în Cronica, 23 martie 1984
7. Mihai COMAN, Ion Tudor Iovian, în SLAST, 10 ianuarie 1987
8. Ioan HOLBAN, Ion Tudor Iovian. Premiul Vasile Alecsandri , în Ateneu, noiembrie 1987
9. Valeriu BÂRGĂU, Scriitorii tineri și cărțile lor. Ion Tudor IovianI, în SLAST, februarie, 1986
10. Gabriel RUSU, Presiunea poeziei, în SLAST, 26 martie 1988
11. Gheorghe IORGA , Presiunea luminii, în Ateneu , mai 1988
12. Alexandru CĂLINESCU , O înfiorare între cuvinte , în Cronica, 29 aprilie, 1988
13. Vasile BARDAN, Exerciții de existență, în Luceafărul, nr.21, 27 mai, 1989
14. Tatiana SCORTEANU, Ion Tudor Iovian, SLAST, 9 iulie -15 iulie 1991
15. Constantin M. POPA- Evoluție spre poem, Luceafărul , 3 septembrie 1988
16. Gheorghe IORGA, Anatomia infernului și autonomia imaginarului poetic, prefață la volumul de poezii După-amiază cu scaun gol, 1995
17. Iulian BOLDEA, Iluzie și renunțare , în Vatra, nr. 6, iunie 1996
18. Al. CISTELECAN, Între angoasă și clamoare în Vatra, nr. 6, iunie 1996
19. Vasile SPIRIDON, Secvențe în sepia, în Ateneu, nr. 5, mai 1996
20. Gheorghe IZBAȘESCU – Iovian, în pădurea de pini a Moldovei, în Vatra, 1996
21. Theodor CODREANU, Doi poeți: din paradis în infern. După-amiază cu scaun gol în Porto-Franco, ianuarie 1999
22. Vlad SORIANU- Viciul fast al poeziei, în Ateneu, iulie 2000
23. Vlad SORIANU – Intre simbolism și expresionism. Inocența pierdută, în volumul Literatura noastră cea de toate zilele. Eseuri și însemnări critice, Editura Plumb, Bacău, 2001
24. Mircea A. DIACONU, Ion Tudor Iovian: Șoricelul Kafka, în Convorbiri literare, mai 2000
25. Alexandru Matei, Ion Tudor Iovian, Pagini alese, Editura Plumb, Bacău 2001, în Ziua literară, 2001
26. Marian DOPCEA, La colț, la generație, la Iovian în Poesis, nr. 134-135, ianuarie- februarie 2002
27. Marius MANTA, Sinuciderea în cuvânt, în Ateneu , 2004
28. Dan C. MIHĂILESCU, Optzecismul în „Opera omnia”, în Dilema veche, nr. 396, 15-21 septembrie 2011 (1)
29. Mircea DINUTZ, Ion Tudor Iovian. Poezia exasperării sau Blestemul lucidității în Convorbiri literare, mai 2012
30. Adrian JICU, Împăratul Iovian și malaxorul poeziei optzeciste, în Ateneu, 30 ianuarie, 2012
31. Ștefan Ioan GHILIMESCU, Un poet subevaluat în Argeș, aprilie 2013
32. Adrian JICU, Apocalipsa după Iovian, în Ateneu, 4 0ctombrie 2013
33. Daniel CORBU, Baricada de cuvinte sau Mica vicioasă poezia, în Feed Back, nr.11-12, noiembrie-decembrie 2013
34. Cristian LIVESCU, Poezia care generează existență: Ion Tudor Iovian în Convorbiri literare, mai-iunie 2014
35. Mircea BARSILĂ, Poezia lui Ion Tudor Iovian, în Arges, nr.3, martie 2017; studiul va intra în proiectul Generația 80. Diversitatea formulelor lirice, de Mircea Bârsilă
36. Raluca DUNĂ, Fișă de dicționar despre Ion Tudor Iovian, în DICTIONARUL GENERAL AL LITERATURII ROMANE. DGLR, Vol. 4, H - L, pg. 372 - 373, Ed a 2-a revizuită, adăugită și adusă la zi. București: Editura Muzeul Literaturii române, 2017
37. Diana BLAGA – Ion Tudor Iovian și a sa „mica vicioasă poezie”, în Convorbiri literare, nr. 11,noiembrie 2019
38. Daniel CRISTEA ENACHE – Doi poeți, în România literară, nr. 22/24 mai 2019 (2)
39. Vasile SPIRIDON - Micul Iov, în România literară, nr. 32/19 iulie 2019 (3)
40. Dan STANCA – Poetul fără țară, în Luceafărul de dimineață, nr. din martie 2019
41. Marius MANTA – Ion Tudor Iovian - și omul n-a mai scos niciun cuvânt în Ateneu, nr. 599-600, iulie-august 2019
42. Grigore CODRESCU – Ion Tudor Iovian și poezia singularității extatice, in Ateneu, nr. 598, iunie 2019
43. Virgil DIACONU – Numele Poetului: Ion Tudor Iovian, în Cafeneaua literară, nr. 6/196, iunie 2019
44. Stefan Ion GHILIMESCU – Poet la limita formelor de propagare ale post-istoriei , în Argeș, nr.9 din septembrie 2019
45. Valeria MANTA TAICUȚU, Ion Tudor Iovian „și omul n-a mai scos niciun cuvânt”, Editura Biblioteca „C. Sturdza”, 2018, în Arges, nr 1, ianuarie, 2020
46. Constantin TRANDAFIR, Scriitori și teme: Ion Tudor Iovian. Relația dintre viață și text, , în Acolada nr. 2 februarie 2020
47. Remus GIORGIONI - Textul întemeietor, sau cum s-a pierdut autorul în arcanele poeziei lui Ion Tudor Iovian, in revista Arca, nr.1 pe 2020
48. Constantin Dram  - "Dar eu scriu ca sa generez existenta", Expres cultural, nr. 8. august  2020
49. Olimpiu NUȘFELEAN - Poezia pe nerăsuflate sau despre un cântecel imposibil de îndurat,  in revista Mișcarea literară, nr.3, 2020
50. Gheorghe GRIGURCU - Energia inocenței,  in revista Viața Românească, nr.4, aprilie 2021